# إدوارد كاربنتر
إدوارد كاربنتر (بالإنجليزية: Edward Carpenter)‏ (29 أغسطس 1844 – 28 يونيو 1929) هو شاعر وفيلسوف وأخصائي أنثولوجي اشتراكي إنجليزي وناشط مبكر لحقوق المثليين وحقوق الحيوان. كان مناصرًا معروفًا للنباتيين ومناهضًا لتشريح الأحياء، وهي مواضيع كتب بشأنها على نطاق واسع. بوصفه فيلسوفًا، عُرِف على وجه الخصوص بنشره كتاب التمدن: مصدره وعلاجه. وصف الحضارة هنا بأنها شكل من أشكال المرض الذي تمر به المجتمعات البشرية. 
كان صديقًا مقربًا لروبندرونات طاغور، وصديقًا لوالت ويتمان. تبادل الرسائل مع العديد من الشخصيات المعروفة، مثل آني بيزنت، وأنجيلا إيزادورا دانكن، وهافلوك ايليس، وروجر فراي، ومهاتما غاندي، كير هاردي، وجيه. كي. كيني، وجاك لندن، وجورج ميريل، وإدموند دين موريل، وويليام موريس، وإدوارد بيس، وجون راسكن، وأولييف شرينر.
من أوائل مناصري قضية الحريات الجنسية، وكان له تأثير على ديفيد هربرت لورانس سري أوروبيندو، وألهم رواية موريس لإدوارد مورغان فورستر.

## نشأته
وُلد كاربنتر في هوف في ساسكس، وتلقى تعليمه في كلية برايتون، حيث كان والده حاكمًا. التحق إخوته تشارلز وجورج وألفريد بالمدرسة هناك. عندما كان في العاشرة، أظهر كاربنتر اهتمامًا بالبيانو. 
برزت إمكانياته الأكاديمية في وقت متأخر نسبيًا من شبابه، ولكنها كانت كافية لضمان مكان له في ترينيتي هول بجامعة كامبريدج. في ترينيتي هول، عمل كاربنتر مع اللاهوتي فريدريك دينيسون موريس. بينما كان هناك، بدأ أيضًا باستكشاف مشاعره تجاه الرجال. من أبرز الأمثلة على ذلك صداقته الوثيقة بإدوارد أنثوني بيك (الرئيس اللاحق لترينيتي هول)، والتي وصفها كاربنتر بأنها ذات «لمسة من الرومانسية». أنهى بيك صداقتهما، مما تسبب ذلك بآلام نفسية كبيرة لكاربنتر. تخرج كاربنتر كعاشر الحاصلين على مرتبة الشرف لدفعة السنة الثالثة في الرياضيات عام 1868. بعد الجامعة، انضم إلى كنيسة إنجلترا راعيًا للأبرشية، «كتقليد وليس عن قناعة راسخة».
في عام 1871، دُعي كاربنتر ليشغل وظيفة مدرس الأمراء الملكيين جورج فريدريك (جورج الخامس ملك المملكة المتحدة لاحقًا) وشقيقه الأكبر الأمير ألبرت فيكتور، دوق كلارنس، ولكنه رفض الوظيفة. عمل صديقه منذ القدم وزميل الدراسة في كامبريدج، جون نيل دالتون، في تلك الوظيفة. واصل كاربنتر زيارة دالتون بينما كان معلمًا. حصلا على صور التقطها الأمراء لهما.
شعر في الأعوام التالية بإحساس متزايد بعدم الرضا عن حياته في الكنيسة والجامعة، وسئم مما شهده من نفاق المجتمع الفيكتوري. وجد عزاءًا كبيرًا في قراءة الشعر، وأشار لاحقًا إلى أن اكتشافه لعمل والت ويتمان كان سببًا بـ«تغييره الجذري». (أيامي وأحلامي ص. 64)

## الانتقال إلى شمال إنجلترا
ترك كاربنتر الكنيسة في عام 1874 وأصبح محاضرًا في علم الفلك، وعبادة الشمس، وحياة النساء والموسيقى اليونانية القديمة، انتقل إلى ليدز كجزء من حركة امتداد جامعي شكلها أكاديميون يرغبون باستقدام التعليم العالي إلى المناطق المحرومة من إنجلترا. أعرب عن أمله في إلقاء المحاضرات على الطبقات العاملة، لكنه وجد أن من حضر محاضراته هم أشخاص من الطبقة المتوسطة، والذي أبدى معظمهم اهتمامًا قليلًا بالمواضيع التي طرحها. انتقل إلى تشيسترفيلد خائب الأمل، ولكنه وجد المدينة مملة، فأقام في شفيلد القريبة بعد عام. تواصل في شفيلد مع العمال اليدويين، وبدأ بكتابة الشعر. كانت ميوله الجنسية تجاه الرجال العاملين: «جسد الوقّاد المتسخ والملطخ بالزيت» أو «عامل البناء ذو الحسن والجمال ببشرته الغليظة وفخذيه العريضين وحزامه المشدود حول وسطه».
عندما توفي والده تشارلز كاربنتر في عام 1882، ترك لابنه ثروة كبيرة. مكّن ذلك كاربنتر من ترك وظيفة المحاضِر لبدء حياة أكثر بساطة تتمثل بالبستنة والتجارة بها في ميلثروب قرب هولمزفيلد، ديربيشاير. أشاع كاربنتر عبارة «الحياة البسيطة» في مقاله تبسيط الحياة في النموذج الإنجليزي المثالي (1887). طلب من هارولد كوكس أن يرسل له زوج صندل من الهند، واستخدم هذا الزوج كنموذج أساسي لبدء صنع الصنادل في ميلثورب.
في شفيلد، أصبح كاربنتر راديكاليًا بصورة متزايدة. في عام 1883، انضم إلى الاتحاد الديمقراطي الاشتراكي وحاول تأسيس فرع له في المدينة، متأثرًا بفريدريك إنجلز وهنري هيندمان. اختارت المجموعة البقاء مستقلة بدلًا من ذلك، وأصبحت جمعية شفيلد الاشتراكية. عمل في عدد من المشاريع أثناء وجوده في المدينة منها تسليط الضوء على الظروف المعيشية السيئة للعمال الصناعيين. في عام 1884، غادر الاتحاد الديمقراطي الاشتراكي مع ويليام موريس للانضمام إلى الرابطة الاشتراكية.
في عام 1883، نشر كاربنتر الجزء الأول من نحو الديمقراطية، وهي قصيدة طويلة تعبر عن أفكار كاربنتر بشأن «الديمقراطية الروحية» وكيف اعتقد كاربنتر أن البشرية قد تتجه صوب مجتمع أكثر تحرر وعدالة. تأثرت قصيدة نحو الديمقراطية بشدة بشعر وايتمان، إضافة للكتاب المقدس الهندوسي، البهاغافاد غيتا. ظهرت طبعات موسعة من نحو الديمقراطية في 1885 و1892 و1902، ونُشرت الطبعة الكاملة من القصيدة في عام 1905.
عاش كاربنتر مع سيسيل ريدي من عام 1888 إلى 1889 وساعد ريدي في إنشاء مدرسة أبوتشولم في ديربشاير في عام 1889 بفضل الدعم المالي الذي قدمه روبرت مويرهيد وويليام كاسيلس.
في مايو 1889، كتب كاربنتر مقالًا في صحيفة شفيلد إندبندنت وصف فيها شفيلد بأضحوكة العالم المتحضر وقال أن سحابة الضباب الدخاني الضخمة الكثيفة التي تخرج من شفيلد كانت كالدخان الناشئ عن يوم القيامة، وكان مذبح الكنيسة حيث سيُضحى بحياة الالاف. ذكر أن 100 ألف من البالغين والأطفال يكافحون في سبيل العثور على ضوء الشمس والهواء، ويكابدون الحياة البائسة، عاجزين عن التنفس ويحتضرون جراء الإصابة بأمراض ذات صلة.

## السفر في الهند
انتقل إلى الهند وسيلان في عام 1890 بعد أن انجذب إلى الفلسفة الهندوسية. عقب محادثات مع الغورو راماسوامي (المعروف بالغناني) هناك، نشأ لديه اقتناع بأنه من شأن الاشتراكية إحداث ثورة في الوعي الإنساني فضلًا عن الظروف الاقتصادية. نُشرت قصة سفره في عام 1892بعنوان من آدم بيك إلى إليفانتا: مشاهد في سيلان والهند. أثرت الاستكشافات الروحية للكتاب لاحقًا على الكاتب الروسي بيتر دميانوفيتش أوسبنسكي، الذي ناقش هذا الكتاب على نطاق واسع في كتابه العضو الثالث (1912).

## الحياة مع جورج ميريل
لدى عودته من الهند في عام 1891، التقى بجورج ميريل، وهو رجل من الطبقة العاملة من شفيلد، ويصغر كاربنتر بـ22 عامًا، نشأت علاقة بين الرجلين، وعاشا معًا لاحقًا في عام 1898. نشأ ميريل في الأحياء الفقيرة في شفيلد ولم يتلقى أي تعليم رسمي. استمرت علاقتهما وبقيا مرتبطين لبقية حياتهما، وهي الحقيقة التي جعلت الأمر أكثر غرابة بسبب الهستيريا التي تولدت عن محاكمة أوسكار وايلد في عام 1895. أشار كاربنتر في كتابه الجنس الوسيط:
إيروس هو مُحقق عظيم للمساواة. ربما تقوم الديمقراطية الحقيقية، بحزم أكثر من أي مكان آخر، على المشاعر التي تعبر الحدود الطبقية والطائفية بسهولة، وتتوحد في أقرب قدر من المحبة بين صفوف المجتمع الأكثر تباعدًا. من الملاحظ عدد المرات التي يُجذب فيها الأورانيون من موضع الخير والتربية إلى أنماط أكثر قسوة، كالعمال اليدويين، وكثيرًا ما ينشأ تحالفات دائمة بهذه الطريقة، التي وإن لم يُعترف بها علنًا فهي ذات تأثير على قرار المؤسسات الاجتماعية والعادات والاتجاهات السياسية. 

## روابط خارجية
- إدوارد كاربنتر على موقع الموسوعة البريطانية (الإنجليزية)